# Liste kommunaler Archive
Die nachfolgende Liste kommunaler Archive enthält kommunale Archive. Sie besitzt keinen Anspruch auf Vollständigkeit.

## Deutschland (nach Bundesland)

### Baden-Württemberg
- Gemeindearchiv Assamstadt
- Stadtarchiv Bad Waldsee
- Kreisarchiv Bodenseekreis
- Stadtarchiv Ditzingen
- Stadtarchiv Eppingen
- Stadtarchiv Esslingen
- Stadtarchiv Freiburg
- Stadtarchiv Freudenberg (Baden)
- Stadtarchiv Heilbronn
- Stadtarchiv Karlsruhe
- Stadtarchiv Kehl
- Stadtarchiv Külsheim
- Kreisarchiv Lörrach
- Stadtarchiv Lörrach
- Stadtarchiv Ludwigsburg
- Archivverbund Main-Tauber
- Marchivum (Stadtarchiv Mannheim)
- Stadtarchiv Pforzheim
- Stadtarchiv Reutlingen
- Kreisarchiv Rhein-Neckar-Kreis
- Kapuzinerkloster Riedlingen
- Stadtarchiv Rottweil
- Stadtarchiv Schwäbisch Gmünd
- Stadtarchiv Stuttgart
- Stadtarchiv Überlingen
- Haus der Stadtgeschichte – Stadtarchiv Ulm
- Gemeindearchiv Werbach
- Stadtarchiv der Großen Kreisstadt Wertheim

### Bayern
- Marktarchiv Abtswind
- Stadt- und Stiftsarchiv Aschaffenburg
- Stadtarchiv Augsburg
- Stadtarchiv Bad Kissingen
- Stadtarchiv Bad Neustadt an der Saale
- Stadtarchiv Bamberg
- Stadtarchiv Coburg
- Stadtarchiv Freising
- Stadtarchiv Fürth
- Stadtarchiv Hof
- Stadtarchiv Kitzingen
- Stadtarchiv Mellrichstadt
- Stadtarchiv München
- Stadtarchiv Nürnberg
- Stadtarchiv Regensburg
- Stadtarchiv Volkach in der Kartause Astheim
- Stadtarchiv Wasserburg am Inn
- Stadtarchiv Würzburg

### Berlin
- siehe Landesarchiv Berlin

### Brandenburg
- Stadtarchiv Brandenburg an der Havel
- Kreisarchiv Barnim
- Stadtarchiv Cottbus
- Stadtarchiv Frankfurt (Oder)
- Stadtarchiv Potsdam
- Kreisarchiv Oberhavel
- Kreisarchiv Ostprignitz-Ruppin
- Kreisarchiv Potsdam-Mittelmark

### Bremen
- siehe Staatsarchiv Bremen, bis 1909 Tresekammer

### Hamburg
- siehe Staatsarchiv der Freien und Hansestadt Hamburg

### Hessen
- Stadtarchiv Alsfeld
- Stadtarchiv Darmstadt
- Institut für Stadtgeschichte, Frankfurt am Main
- Stadtarchiv Hungen
- Stadtarchiv Kassel
- Haus der Stadtgeschichte, Offenbach am Main
- Stadtarchiv Wetter
- Stadtarchiv Wiesbaden

### Mecklenburg-Vorpommern
- Stadtarchiv Malchow
- Stadtarchiv Rostock
- Großherzoglicher Jägerhof
- Stadtarchiv Schwerin
- Stadtarchiv Stralsund

### Niedersachsen
- Archiv der Region Hannover, Neustadt am Rübenberge
- Kreisarchiv Landkreis Diepholz
- Kreisarchiv Rotenburg
- Kreisarchiv Verden
- Samtgemeindearchiv Bruchhausen-Vilsen
- Stadtarchiv Bad Lauterberg
- Stadtarchiv Bassum
- Gemeindearchiv Bienenbüttel
- Stadtarchiv Braunschweig
- Stadtarchiv Celle
- Stadtarchiv Diepholz
- Stadtarchiv Emden
- Stadtarchiv Göttingen
- Stadtarchiv Hannover
- Stadtarchiv Hildesheim
- Stadtarchiv Lüneburg
- Stadt- und Kreisarchiv Nienburg/Weser
- Stadtarchiv Oldenburg
- Stadtarchiv Sulingen
- Stadtarchiv Syke
- Stadtarchiv Twistringen
- Stadtarchiv Verden

### Nordrhein-Westfalen
Siehe auch: Liste von Archiven in Nordrhein-Westfalen
- Stadtarchiv Aachen, bis 2012 im Grashaus
- Stadt- und Landständearchiv Arnsberg
- Stadtarchiv Bergisch Gladbach
- Stadtarchiv – Bochumer Zentrum für Stadtgeschichte
- Stadtarchiv Brilon
- Stadtarchiv Dortmund
- Stadtarchiv Duisburg
- Stadtarchiv Essen
- Historisches Centrum Hagen
- Stadtarchiv Hamm
- Stadtarchiv Hattingen
- Kommunalarchiv Herford
- Stadtarchiv Herne
- Stadtarchiv Herten
- Stadtarchiv Iserlohn
- Haus der Stadtgeschichte Kamen
- Historisches Archiv der Stadt Köln
- Stadtarchiv Krefeld
- Stadtarchiv Lemgo
- Stadtarchiv Lippstadt
- Kommunalarchiv Minden
- Stadtarchiv Mülheim an der Ruhr
- Stadtarchiv Münster
- Archiv des Landschaftsverbands Westfalen-Lippe in Münster
- Stadtarchiv Neuss
- Institut für Stadtgeschichte / Stadt- und Vestisches Archiv Recklinghausen
- Stadtarchiv Rees
- Stadtarchiv Remscheid
- Kreisarchiv Soest
- Stadtarchiv Soest
- Stadtarchiv Solingen
- Stadtarchiv Unna
- Kreisarchiv Warendorf
- Stadtarchiv Wesel
- Stadtarchiv Wetter
- Stadtarchiv Witten
- Stadtarchiv Wuppertal

### Rheinland-Pfalz
- Stadtarchiv Koblenz
- Stadtarchiv Mainz
- Stadtarchiv Speyer
- Stadtarchiv Worms
- Kreisarchiv Bernkastel-Wittlich

### Saarland
- Stadtarchiv Saarbrücken (Onlinekatalog)

### Sachsen
- Stadtarchiv Bautzen
- Stadtarchiv Chemnitz
- Stadtarchiv Dresden
- Stadtarchiv Eilenburg
- Stadtarchiv Freiberg
- Ratsarchiv Görlitz
- Stadtarchiv Leipzig
- Stadtarchiv Radebeul

### Sachsen-Anhalt
- Stadtarchiv Halle (Saale)
- Stadtarchiv Salzwedel
- Stadtarchiv Stendal
- Stadtarchiv Zerbst
- Kreisarchiv Anhalt-Bitterfeld

### Schleswig-Holstein
- Stadtarchiv Kiel
- Archiv der Hansestadt Lübeck
- Stadtarchiv Wedel

### Thüringen
- Stadtarchiv Eisenach
- Stadtarchiv Erfurt
- Stadtarchiv Nordhausen
- Stadtarchiv Weimar

## Österreich (nach Bundesland)
- Burgenland
- Kärnten
- Niederösterreich
  - Stadtarchiv Wiener Neustadt
- Oberösterreich
  - Archiv der Stadt Linz
- Salzburg
- Steiermark
  - Stadtarchiv Graz
- Tirol
- Vorarlberg
  - Stadtarchiv Dornbirn
- Wien
  - Wiener Stadt- und Landesarchiv

## Kommunalarchive in anderen Ländern
- Schweden
  - Stockholms stadsarkiv
- Italien
  - Archivio Storico Comunale di Palermo
  - Archivio storico del Comune di Venezia
  - Stadtarchiv Bozen
- Portugal
  - Arquivo Nacional da Torre do Tombo